# Noble M12

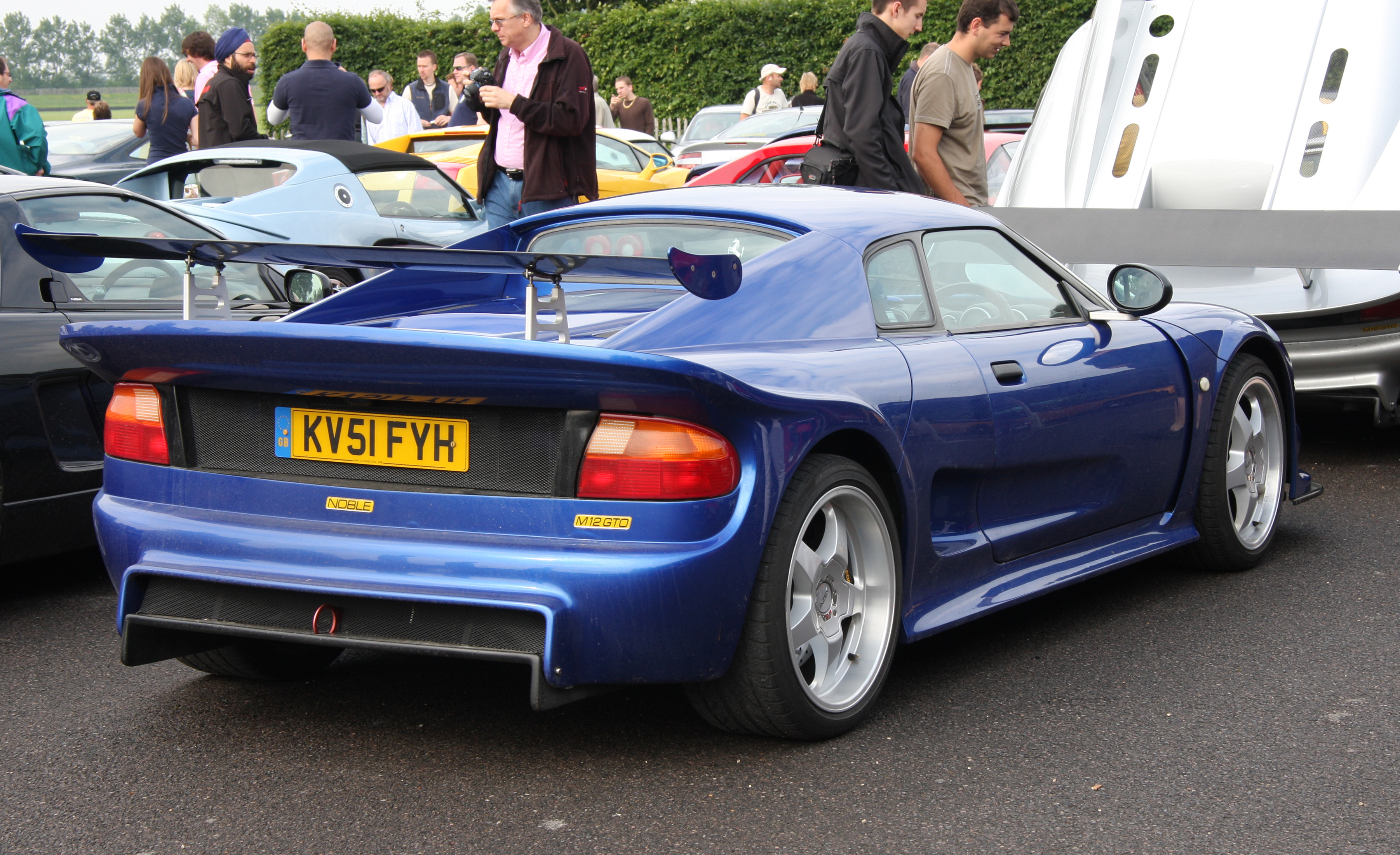
Noble M12 GTO

La Noble M12 est un coupé sportif 2 places et 2 portes du constructeur automobile britannique Noble Automotive, produit entre 2000 et 2008. Un prototype de cabriolet a également été construit en 2002.

## Description
Comme la Noble M10, la Noble M12 est un strict modèle 2 portes, 2 places, prévu à l'origine avec deux types de carrosserie : coupé et cabriolet. Tous les exemplaires construits ont été motorisés par un bloc V6 Ford Duratec bi-turbo modifiés. Elle est équipée d'une cage de sécurité en acier, d'un châssis en acier, ouvrants en PRV (fibre de verre). Bien qu'elle ressemble à une voiture de piste, la M12 est homologuée pour la route. Elle n'est pas équipée de barre anti-roulis, ce qui permet d'obtenir de bonnes sensations à son volant.

## Versions

### Noble M12 GTO

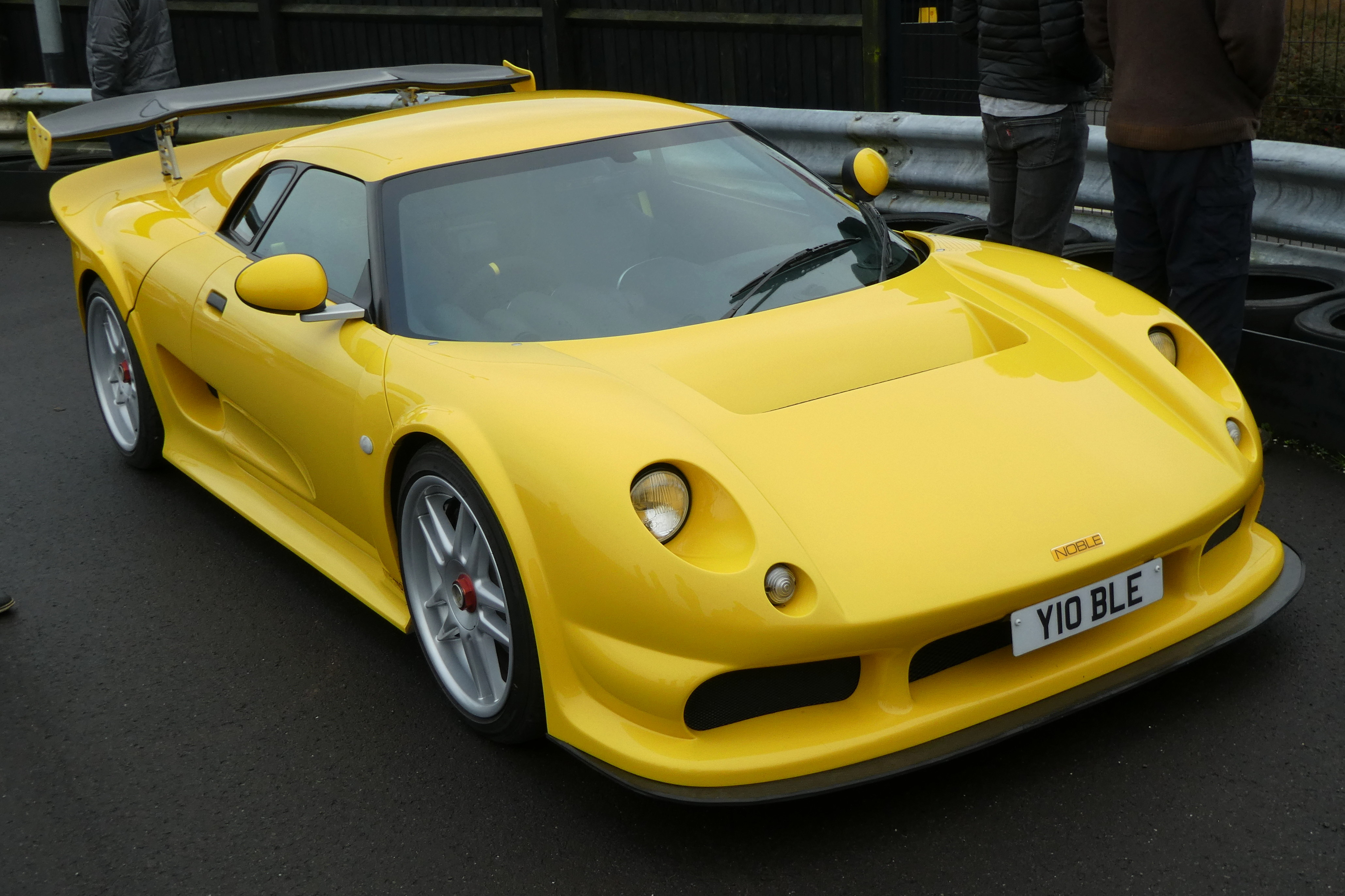
Noble M12 GTO

- Noble M12 GTO2,5 L bi-turbo 314 ch apparue dans un épisode de l'émission Occasions à saisir.

### Noble M12 GTO-3
- 3,0 L bi-turbo 356 cv

### Noble M12 GTO-3R
- 3,0 L bi-turbo
- 356 ch
- 1 080 kg
- 0–97 km/h en 3,7 s (selon la brochure officielle de la M12 GTO-3R), 3,3 s à 3,5 s selon Road and Track
- Vmax : 298 km/h
- G latéral > 1,2.

### Cabriolet
Une version cabriolet de la M12 a été présentée dans différents salons automobiles, mais elle est restée à l'état de prototype. En 2008, Salica Cars proposa la Salica GT, construite sur base de M12 ou de M400, en version coupé ou cabriolet.

## Modèles dérivés

### Salica

#### Salica GT
- 3,5 L bi-turbo
- 466 ch
- 1 025 kg

#### Salica GTR
- 3,5 L bi-turbo
- 558 ch

#### Salica GTC
- 3,5 L bi-turbo
- 507 ch
- 1 000 kg